# HBTQ-rättigheter i Japan

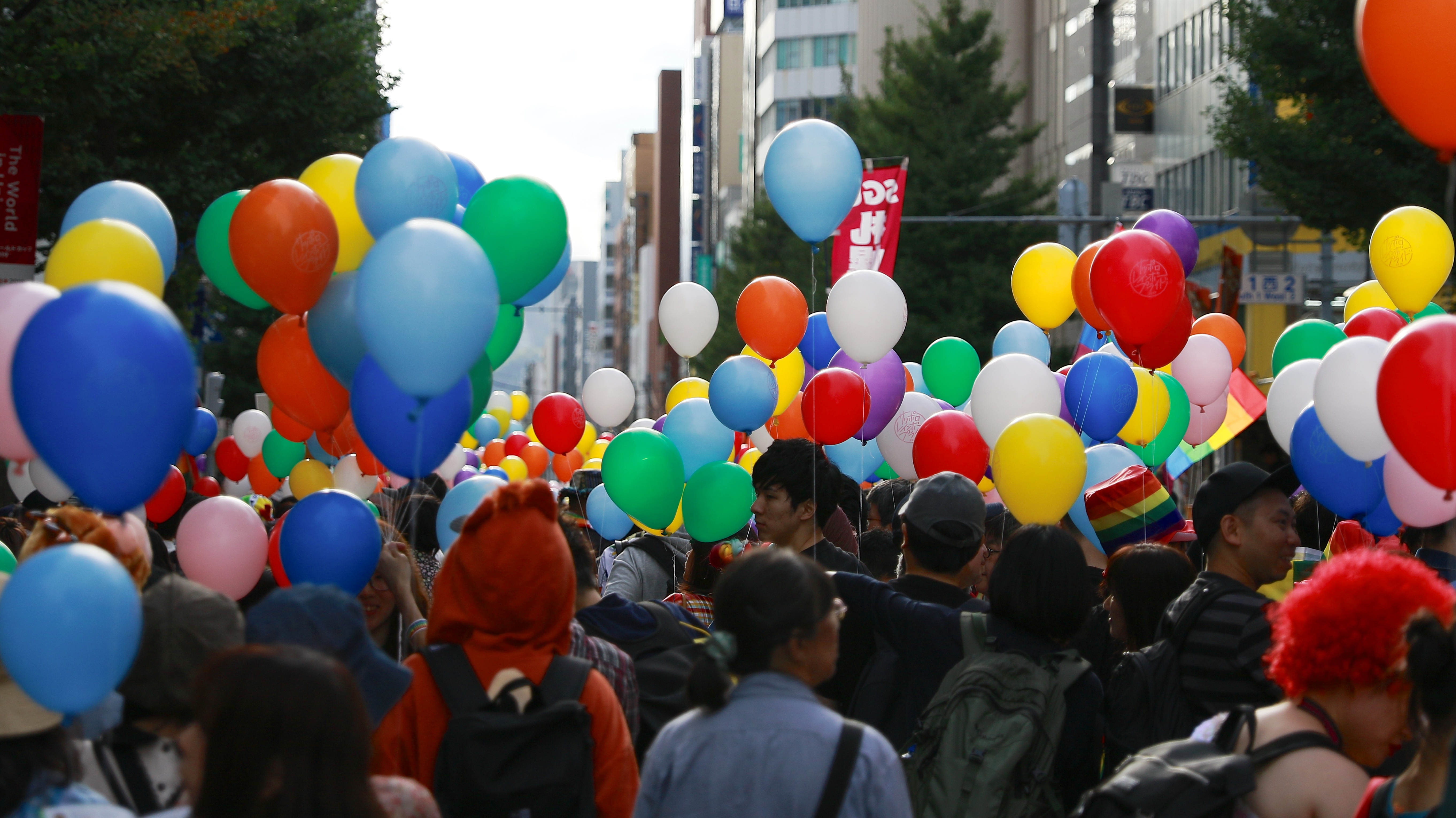
Pridefesten i Sapporo år 2019.

Japan är den enda medlemsstat i G7 där samkönat äktenskap inte har något statligt erkännande. Också andra grupper inom HBTQ-gemenskapen har svårigheter i det vardagliga livet vad gäller exempelvis lagligt skydd och erkännande.

## Historia
På Edoperioden var det en norm att äldre män hade förhållanden mellan yngre pojkar (typiskt 11–25 år). Dessa unga pojkar kallades för wakashu och deras äldre partner var en typ av mentor till dem. Sexuella handlingar var inte så vanliga. Wakashus roll i samlag var mer passiv och de förväntades inte att njuta av penetrationen eftersom det anses vara något smutsigt i den japanska kulturen. Wakashu har också räknats som ett tredje kön eftersom samhället delade människor som kunde ha sex till tre olika kategorier: män, kvinnor och wakashu. Under Meijirestaurationen började wakashu försvinna..
Homosexualitet var kriminaliserat mellan 1873 och 1881 och under denna period blev endast 20 blev åtalade.
Traditionellt har de japanska dominerande religioner, shintoism och buddhism, har inte haft ett problem med homosexualitet och dessa religioner har inte används som motivering för att diskriminera mot dem sexuella minoriteter. Många historiskt viktiga personer i Japan, som t.ex. Tokugawa Ieyasu, Oda Nobunaga, Toyotomi Hideyoshi, Miyamoto Musashi, har haft homosexuella förhållanden..

## Idag
Shinjuku Ni-chōme (japanska 新宿二丁目) är en stadsdel i Tokyo som är känd för sina HBTQ-vänliga caféer och andra företag.
I april 2021 anmälde det styrande liberaldemokratiska partiet att regeringen kommer att presentera ett lagförslag senast i juli. Partiet har dock försökt urvattna lagförslaget från att skydda HBTQ-gemenskapen till endast att öka medvetenhet om HBTQ, viket har lett till kritik från bl.a. Human Rights Watch och Amnesty International.
Homosexuella män kan donera blod efter 6 månaders karantän.

### Samkönat äktenskap
Samkönat äktenskap är inte lagligt i Japan. 
Japans grundlag definierar ett äktenskap mellan "två samtyckande vuxna människor" som har traditionellt tolkats att betyda två personer av olika kön. I mars 2021 gav Sapporos länsdomstol ett uttalande att denna tolkning går emot grundlagens artikel 14 som förbjuder diskriminering på grund av "ras, sexuell läggning, religion, kön, social status eller familjebakgrund".. Uttalandet har startat diskussion om att legalisera samkönat äktenskap.

### Könskorrigering
Könskorrigering har varit möjligt sedan 2004. De som går igenom könskorrigeringen i Japan måste:
- Vara över 20 år gammal
- Vara ogift
- Vara steril
- Ha inga barn under 20 år

## Översiktstabell
| Händelse                               | Status (år)                   | Källa  |
| -------------------------------------- | ----------------------------- | ------ |
| Homosexualitet avkriminaliserades      | Ja (1881)                     | [ 2 ]  |
| Samkönat äktenskap                     | Nej                           | [ 8 ]  |
| Könskorrigering                        | Ja (2004)                     | [ 10 ] |
| Öppet homosexuella män kan donera blod | Ja (efter 6 månader)          | [ 7 ]  |
| Möjlighet att tjänstgöra i militären   | Ja (fast inget lagligt skydd) | [ 2 ]  |